# Derryragh-Megalithen
Die Derryragh-Megalithen liegen am Fuße eines Abhangs im Townland Derryragh (irisch Doire Rátha – dt. „Eichenwald des Forts“) in der Civil Parish Templeport (Teampall an Phoirt), nahe der Regionalstraße R205 und der Grenze zum County Leitrim sowie zum Shannon-Erne-Kanal, im Westen des County Cavan in Irland.
Die Anlage in Derryragh kann natürlichen Ursprungs sein. Die geringe Steinzahl erlaubt keine Typisierung als Megalithanlage. Allerdings sind Pseudodolmen aus Irland ansonsten unbekannt.
Eine 1,6 m lange und 1,15 m breite Platte lehnt sich gegen einen 1,35 m langen und 0,85 m hohen aufrechten Stein. Rechtwinklig zum südlichen Ende liegt eine dritte Platte auf dem schiefen Stein, und im Norden der Gruppe findet sich ein liegender Stein.